# Ґратка Браве
Ґратка Браве або трансляційна ґратка — сукупність еквівалентних вузлів кристалічної ґратки, які можуть бути суміщені один із іншим лише при паралельному переносі (трансляції). Відкрита Огюстом Браве в 1848 році.
Ґратка Браве — паралелепіпед, утворений трансляцією будь-якого з вузлів кристалічної ґратки в трьох напрямках. Ці напрямки зазвичай вибираються перпендикулярними до осей симетрії або до площин симетрії.
Існує 14 типів ґраток Браве, кожна з яких належить до певної сингонії.
- Моноклінна сингонія має дві ґратки Браве: моноклінну просту і моноклінну центровану.
- Ромбічна сингонія має чотири ґратки Браве: ромбічну просту, ромбічну з центрованою основою, ромбічну об'ємноцентровану і ромбічну гранецентровану.
- Тетрагональна сингонія має дві ґратки Браве: тетрагональну просту і тетрагональну об'ємноцентровану.
- Кубічна сингонія має три ґратки Браве: кубічну просту, кубічну гранецентровану і кубічну об'ємноцентровану.

Всі решту сингонії мають лише одну ґратку Браве, назва якої збігається з назвою сингонії.

## Двовимірні ґратки Браве

1 - коса (моноклінна), 2 - прямокутна (орторомбічна), 3 - центрована прямокутна (орторомбічна), 4 - гексагональна, і 5 - квадратна (тетрагональна).

Існує п'ять двовимірних ґраток Браве
| Ґратка                | Елементарна комірка                                                             | Точкова група симетрії |
| --------------------- | ------------------------------------------------------------------------------- | ---------------------- |
| Косокутна             | Паралелограм; {\displaystyle a\not =b,\varphi \not =90^{\circ }}                | 2                      |
| Квадратна             | Квадрат; {\displaystyle a=b,\varphi =90^{\circ }}                               | {\displaystyle 4mm}    |
| Гексагональна         | {\displaystyle 60^{\circ }}-ний ромб; {\displaystyle a=b,\varphi =120^{\circ }} | {\displaystyle 6mm}    |
| Примітивна прямокутна | Прямокутник; {\displaystyle a\not =b,\varphi =90^{\circ }}                      | {\displaystyle 2mm}    |
| Центрована прямокутна | Прямокутник; {\displaystyle a\not =b,\varphi =90^{\circ }}                      | {\displaystyle 2mm}    |

Позначення {\displaystyle mm} вказує на наявність двох площин дзеркального відображення.